# Царенко Антон Олександрович
Антон Олександрович Царенко (нар. 17 червня 2004, Конотоп, Сумська область, Україна) — український футболіст, півзахисник, що виступає за польський клуб «Лехія» (Гданськ) на умовах оренди з київського «Динамо». Учасник молодіжного чемпіонату Європи 2025 у складі молодіжної збірної України.

## Клубна кар'єра
Народився у м. Конотоп Сумської області. Вихованець юнацької команди футбольного клубу «Динамо» Київ. У січні 2022 року підписав із клубом свій перший професійний контракт терміном на три роки. Дебютував за першу команду 17 серпня 2022 року в матчі плей-оф кваліфікації Ліги чемпіонів проти португальської «Бенфіки». Став п'ятим наймолодшим дебютантом «Динамо» в єврокубках після Максима Коваля, Іллі Забарного, Георгія Цітаішвілі та Андрія Шевченка.
13 серпня 2024 року Антон Царенко на правах оренди до кінця сезону приєднався до польського клубу «Лехія» (Гданськ).

## Статистика виступів

### Клубна кар'єра
Станом на 25 травня 2024 року
| Сезон             | Команда           | Чемпіонат         | Чемпіонат | Чемпіонат | Кубок країни | Кубок країни | Кубок країни | Континентальні кубки | Континентальні кубки | Континентальні кубки | Інші змагання | Інші змагання | Інші змагання | Усього | Усього |
| Сезон             | Команда           | Ліга              | Ігор      | Голів     | Ліга         | Ігор         | Голів        | Ліга                 | Ігор                 | Голів                | Ліга          | Ігор          | Голів         | Ігор   | Голів  |
| ----------------- | ----------------- | ----------------- | --------- | --------- | ------------ | ------------ | ------------ | -------------------- | -------------------- | -------------------- | ------------- | ------------- | ------------- | ------ | ------ |
| 2022–23           | «Динамо»          | УПЛ               | 11        | 1         | —            | —            | —            | ЛЧ+ЛЄ                | 2+0                  | 0                    | —             | —             | —             | 13     | 1      |
| 2023–24           | «Динамо»          | УПЛ               | 7         | 1         | КУ           | 0            | 0            | ЛК                   | 1                    | 0                    | —             | —             | —             | 8      | 1      |
| Всього за кар'єру | Всього за кар'єру | Всього за кар'єру | 18        | 2         | —            | 0            | 0            | —                    | 3                    | 0                    | —             | 0             | 0             | 21     | 2      |